# I Am the Greatest
«I Am the Greatest» (с англ. — «Я величайший») — комедийный музыкальный альбом американского боксера Кассиуса Клея, выпущенный на лейбле Columbia Records в августе 1963 года — за шесть месяцев до того, как он стал чемпионом мира в супертяжелом весе, публично объявил о своем обращении в ислам и сменил имя на Мухаммед Али. Альбом помог Али завоевать репутацию красноречивого поэтичного «трэш-токера». Альбом также был признан одним из ранних образцов Хип-хоп-музыки.

## Обзор
Аннотация к альбому была написана американской поэтессой Марианной Мур, давней поклонницей Клея. Клей сотрудничал в написании материала для альбома с комедийным сценаристом Гэри Белкином, который был указан в качестве продюсера оригинального релиза, а позже в качестве соавтора переиздания в 1999 году.
Позже Белкин утверждал, что эти работы были написаны в основном гострайтерами, хотя подобные утверждения Белкина оспаривались (например, Джорджем Плимптоном и Дэвидом Ремником). Идея альбома была предложена Клею голливудским агентством «William Morris», и запись была проведена в нью-йоркской студии лейбла Columbia Records на 30-й улице перед аудиторией в 200 человек.
Одной из особенностей альбома является то, что песни в нем названы не «треками», а «раундами» (всего в альбом входит 8 песен). Журнал «Billboard» отметил, что Клей утверждал, что победит Сонни Листона в 8 раундах. Хотя в то время к данному заявлению Клея отнеслись скептически, как к простому хвастовству, когда в феврале следующего года состоялся бой с Листоном, Клей одержал уверенную победу, Листон сдался всего через 6 раундов. Клей оказался сильнее, чем ожидалось, и в третьем раунде он начал доминировать в бою. Несмотря на то, что в четвертом раунде он был почти ослеплен, Клей пришел в себя и к концу шестого раунда наносил удар за ударом в комбинациях, почти произвольно. В начале седьмого раунда Листон выплюнул каппу и отказался продолжать бой.
На следующий день после боя стало известно, что Клей присоединился к движению «Нация ислама» (что было затем подтверждено самим Клеем), а неделю спустя лидер «Нации ислама» Элайджа Мухаммад объявил о том, что Клей сменит свое имя на Мухаммед Али.
После его неожиданной победы спрос на пластинку, выпущенную в августе прошлого года, резко возрос. Чтобы воспользоваться моментом, заглавный трек «I Am the Greatest» был также выпущен в качестве отдельного сингла, на второй стороне которого находилась песня «Will the Real Sonny Liston Please Fall Down». В том году этот альбом стал значительным событием в музыкальной культуре.
«I Am the Greatest» также был выпущен в качестве сингла, в котором Клей исполнил кавер-версию песни Бена Э. Кинга «Stand by Me», которая была издана на CD в 1991 году в составе сборника «Golden Throats 2: More Celebrity Rock Oddities».
После последовавших разногласий компания «Columbia Records» изъяла пластинку и сингл из продажи. Али больше не записывал пластинок, пока в 1976 году не объединился с Фрэнком Синатрой и Говардом Коселлом для записи альбома The Adventures of Ali and His Gang vs. Mr. Tooth Decay. Альбом I Am the Greatest был переиздан на CD 6 июня 2016 года.

## Прием и наследие
Альбом был номинирован на премию «Грэмми» за лучшее комедийное выступление на 6-й ежегодной церемонии вручения «Грэмми» в 1964 году, однако в итоге уступил песне Аллана Шермана «Hello Muddah, Hello Fadduh (A Letter from Camp)».
«I Am the Greatest» достиг 61-й строчки в альбомном чарте и разошелся в Соединенных Штатах тиражом 500 000 копий.
Некоторые треки в альбоме были идентифицированы как рэп-музыка, например, «Will the Real Sonny Liston Please Fall Down». «I Am the Greatest» считается предшественником хип-хопа, а влияние Мухаммеда Али на этот музыкальный жанр хорошо задокументировано.